# Sail On: The 30th Anniversary Collection
Sail On: The 30th Anniversary Collection (también conocido como Sail On: The 30th Anniversary Collection 1974-2004) es un álbum recopilatorio de la banda estadounidense de rock progresivo Kansas y fue publicado por Sony Music Entertainment en agosto de 2004.
Este compilado se compone de dos discos compactos, los cuales enlistan 27 canciones de cada uno de los álbumes de estudio de la banda y un folleto de 35 páginas en el que se imprimieron varias notas y numerosas fotografías acerca del grupo.  Además de los dos CD y el folleto, Sail On: The 30th Anniversary Collection también contiene un DVD con vídeos musicales, apariciones en programas de televisión y grabaciones en directo de la agrupación.

## Listas de canciones

### Disco uno
| Side one |                                    |                                                      |          |  |
| N.º      | Título                             | Escritor(es)                                         | Duración |  |
| 1.       | «Can I Tell You»                   | Steve Walsh / Rich Williams / Dave Hope / Phil Ehart | 3:33     |  |
| 2.       | «Journey from Mariabornn»          | Walsh / Kerry Livgren                                | 7:57     |  |
| 3.       | «Song for America»                 | Kerry Livgren                                        | 10:03    |  |
| 4.       | «Lamplight Symphony»               | Kerry Livgren                                        | 8:15     |  |
| 5.       | «Icarus - Borne On Wings of Steel» | Kerry Livgren                                        | 6:04     |  |
| 6.       | «The Pinnacle»                     | Kerry Livgren                                        | 9:36     |  |
| 7.       | «Child of Innocence»               | Kerry Livgren                                        | 4:36     |  |
| 8.       | «Carry On Wayward Son»             | Kerry Livgren                                        | 5:23     |  |
| 9.       | «Cheyenne Anthem»                  | Kerry Livgren                                        | 6:54     |  |
| 10.      | «Miracles Out of Nowhere»          | Kerry Livgren                                        | 6:28     |  |
| 11.      | «What's On My Mind»                | Kerry Livgren                                        | 3:28     |  |

### Disco dos
| Side one |                            |                                                         |          |  |
| N.º      | Título                     | Escritor(es)                                            | Duración |  |
| 1.       | «Point of Know Return»     | Walsh / Robby Steinhardt / Ehart                        | 3:13     |  |
| 2.       | «Portrait (He Knew)»       | Walsh / Livgren                                         | 4:35     |  |
| 3.       | «Dust in the Wind»         | Kerry Livgren                                           | 3:26     |  |
| 4.       | «Lighting's Hand»          | Walsh / Livgren                                         | 4:23     |  |
| 5.       | «Sparks of the Tempest»    | Walsh / Livgren                                         | 4:16     |  |
| 6.       | «Paradox» (en vivo)        | Walsh / Livgren                                         | 4:09     |  |
| 7.       | «People of the South Wind» | Kerry Livgren                                           | 3:39     |  |
| 8.       | «Hold On»                  | Kerry Livgren                                           | 3:52     |  |
| 9.       | «Got to Rock On»           | Steve Walsh                                             | 3:22     |  |
| 10.      | «Play the Game Tonight»    | Livgren / Williams / Ehart / Danny Flower / Rob Frazier | 3:27     |  |
| 11.      | «Fight Fire with Fire»     | John Elefante / Dino Elefante                           | 3:41     |  |
| 12.      | «All I Wanted»             | Walsh / Steve Morse                                     | 3:23     |  |
| 13.      | «Rainmaker»                | Walsh / Morse / Bob Ezrin                               | 6:47     |  |
| 14.      | «Desperate Times»          | Steve Walsh                                             | 5:26     |  |
| 15.      | «Eleanor Rigby»            | John Lennon / Paul McCartney                            | 3:23     |  |
| 16.      | «Icarus II»                | Kerry Livgren                                           | 7:15     |  |

### Disco tres: DVD
| Side one | |                                 |          |  |
| N.º      | Título                                                                                                 | Escritor(es)                    | Duración |  |
| 1.       | «Can I Tell You» (vídeo del programa Don Kirshner's Rock Concert de 1974)                              | Walsh / Williams / Hope / Ehart | 4:32     |  |
| 2.       | «Journey from Mariabornn» (vídeo del programa Don Kirshner's Rock Concert de 1974)                     | Walsh / Livgren                 | 8:05     |  |
| 3.       | «Death of the Mother Nature Suite» (vídeo del programa Don Kirshner's Rock Concert de 1974)            | Kerry Livgren                   | 6:28     |  |
| 4.       | «Icarus - Borne On Wings of Steel» (vídeo del programa Don Kirshner's Rock Concert de 1975)            | Kerry Livgren                   | 6:06     |  |
| 5.       | «The Pinnacle» (vídeo del programa Don Kirshner's Rock Concert de 1975)                                | Kerry Livgren                   | 9:35     |  |
| 6.       | «Point of Know Return» (vídeo musical de 1977)                                                         | Walsh / Steinhardt / Ehart      | 2:52     |  |
| 7.       | «Dust in the Wind» (vídeo musical de 1977)                                                             | Kerry Livgren                   | 3:20     |  |
| 8.       | «On the Other Side» (vídeo musical de 1979)                                                            | Kerry Livgren                   | 6:19     |  |
| 9.       | «People of the South Wind» (vídeo musical de 1979)                                                     | Kerry Livgren                   | 3:21     |  |
| 10.      | «Reason to Be» (vídeo musical de 1979)                                                                 | Kerry Livgren                   | 4:03     |  |
| 11.      | «Away from You» (vídeo musical de 1979)                                                                | Steve Walsh                     | 4:16     |  |
| 12.      | «Fight Fire with Fire» (vídeo musical de 1983)                                                         | J. Elefante / D. Elefante       | 3:40     |  |
| 13.      | «All I Wanted» (vídeo musical de 1986)                                                                 | Walsh / Morse                   | 3:19     |  |
| 14.      | «The Preacher» (vídeo en vivo del álbum y DVD Device, Voice, Drum de 2002)                             | Walsh / Morse                   | 4:18     |  |
| 15.      | «Miracles Out of Nowhere» (vídeo en vivo del álbum y DVD Device, Voice, Drum de 2002)                  | Kerry Livgren                   | 6:36     |  |
| 16.      | «Carry On Wayward Son» (vídeo en vivo del álbum y DVD Device, Voice, Drum de 2002)                     | Kerry Livgren                   | 7:21     |  |
| 17.      | «Distant Vision» (vídeo en vivo del álbum y DVD Device, Voice, Drum de 2002 —huevo de Pascua virtual—) | Kerry Livgren                   | 7:24     |  |

## Créditos

### Kansas
- Steve Walsh — voz, coros y teclados (a excepción de las canciones «Play the Game Tonight» y «Fight Fire with Fire»)
- John Elefante — voz, coros y teclados (en las canciones «Play the Game Tonight» y «Fight Fire with Fire»)
- Kerry Livgren — guitarra eléctrica|guitarra y teclados (a excepción de las canciones «All I Wanted», «Rainmaker», «Desperate Times» y «Eleanor Rigby»)
- Steve Morse — guitarra (en las canciones «All I Wanted» y «Raimmaker»)
- Robby Steinhardt — voz, coros, violín y viola
- Rich Williams — guitarra
- Dave Hope — bajo (a excepción de las canciones «All I Wanted», «Rainmaker», «Desperate Times» y «Eleanor Rigby»)
- Billy Greer — bajo
- Phil Ehart — batería y percusiones

### Productores
- Kansas
- Wally Gold
- Jeff Glixman
- Jeff Magid
- Brad Aaron
- Davey Moiré
- Ken Scott
- Neil Kernon
- Andrew Powell
- Bob Ezrin
- Greg Ladanyi
- Paul Maxon
- Trammell Starks

### Directores
- Louis J. Jorvits
- Don Mischer

### Personal técnico
- John Jackson — coordinador del proyecto
- Steve Rawls — ingeniero de sonido
- Joseph M. Palmaccio — masterizador
- Steven Berkowitz — A&R

### Personal artístico
- Howard Fritzon — director de arte
- Ria Shibayama — directora de arte y diseño
- Stacey Boyle — coordinadora de arte
- Darren Salmieri — coordinador de arte
- Peter Lloyd — diseñador de arte de portada
- Scott Long — diseñador
- Frank Carbonari — diseño gráfico
- Bret Adams — notas

### Fotógrafos
- Dave Carstens
- Rick Diamond
- Jonathan Exley
- Andy Freeberg
- Don Hunstein
- Steve Joester
- Jeffrey Mayer
- Jenny Nichols
- Michael Putland
- Barry Schultz
- Kevin Stefanik
- Chris Walker
- Wayne Whittier

### Personal vario
- Steve Smits — souvenirs
- Abe Vélez — encargado de empaque